# Hyundai Eon
Hyundai Eon – samochód osobowy klasy miejskiej produkowany pod Południowokoreańską marką Hyundai w latach 2011–2019.

## Historia i opis modelu

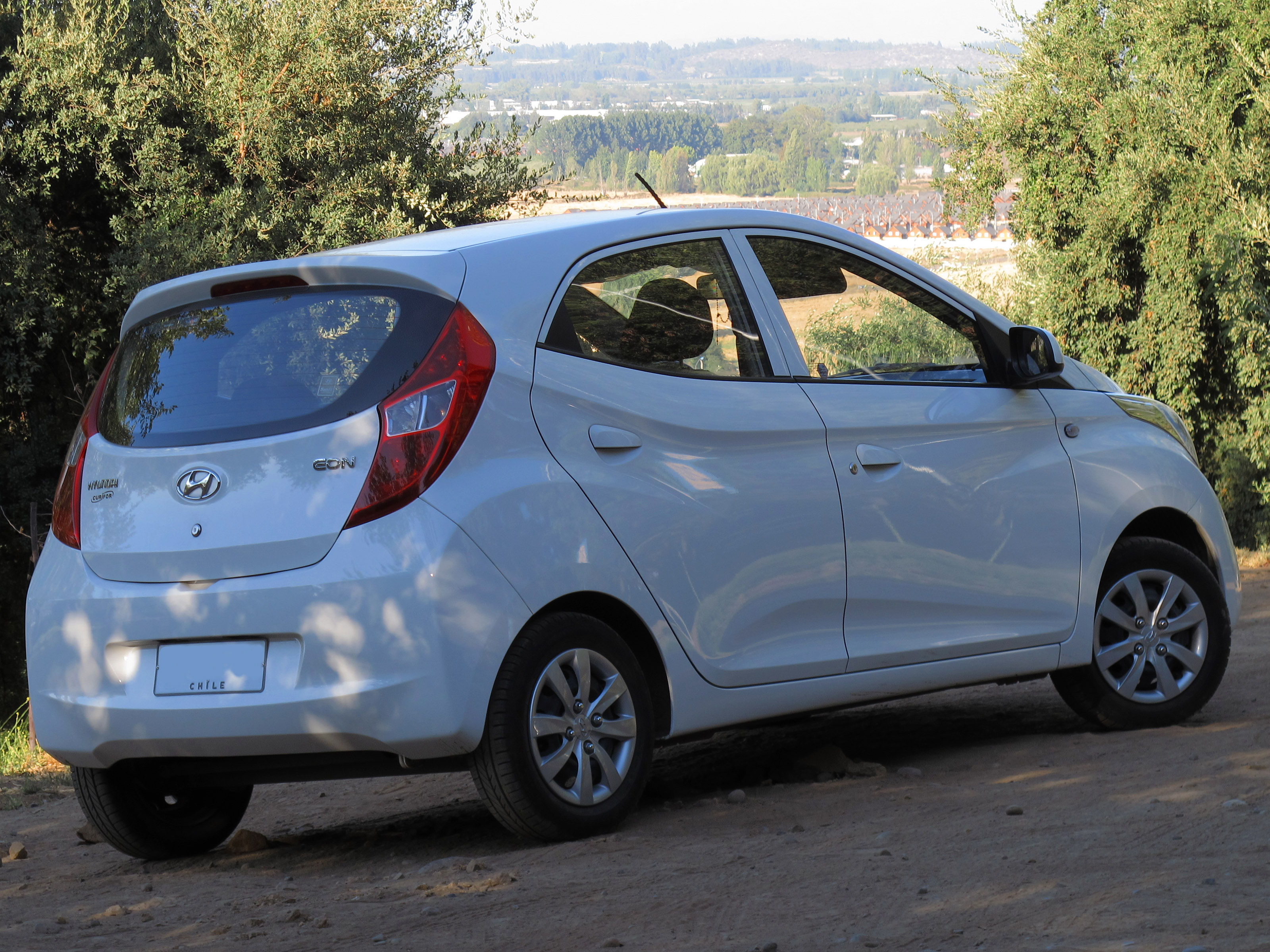
Hyundai Eon - tył

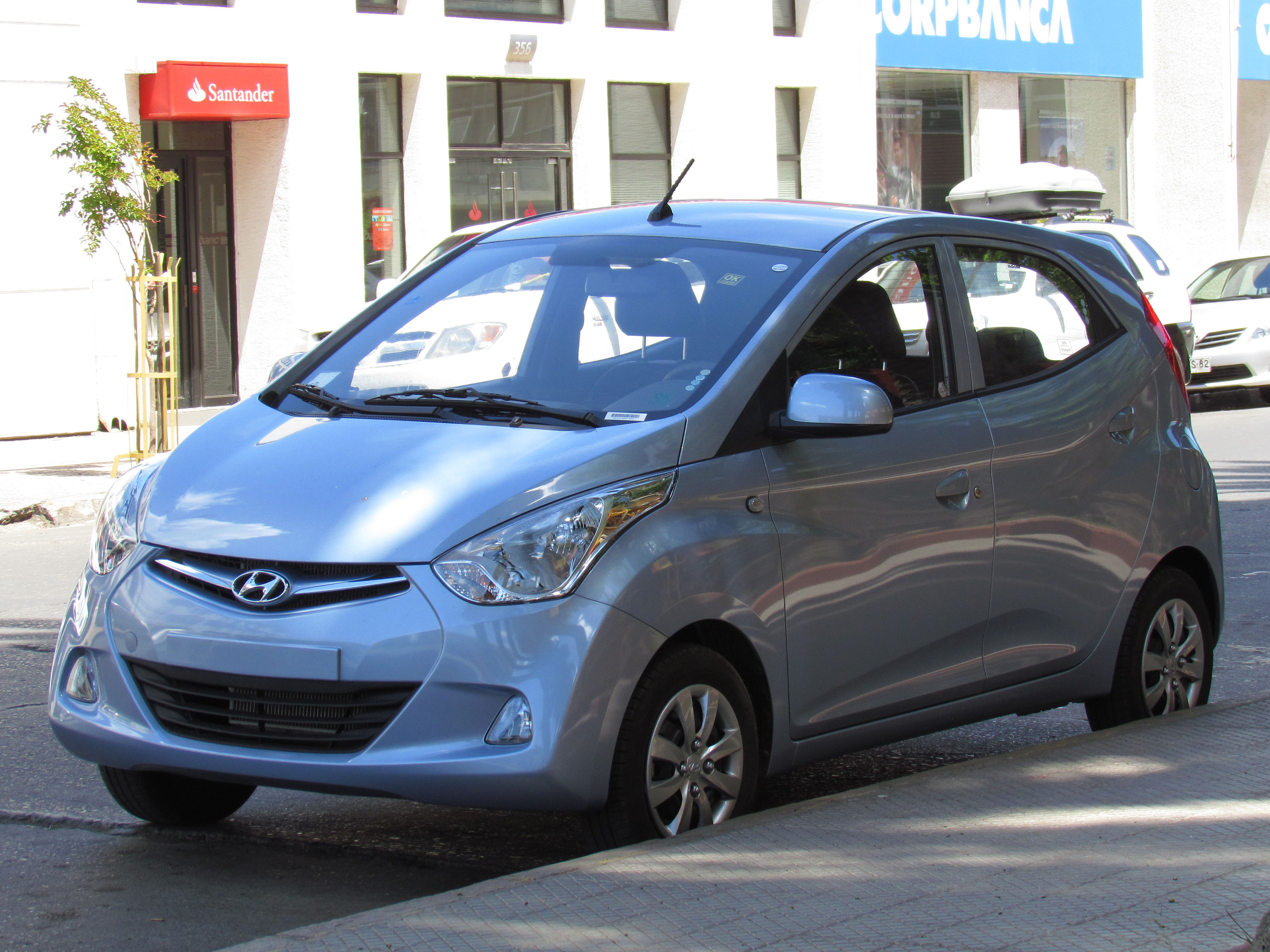
Hyundai Eon GL

Hyundai Eon został skonstruowany wspólnie przez południowokoreańskie oraz indyjskie centrum rozwojowe Hyundaia jako najmniejszy i najtańszy pojazd skierowany do nabywców w krajach rozwijających się. Oficjalną zapowiedź samochodu przedstawiono we wrześniu 2011 roku, z kolei debiut odbył się miesiąc później. 
Opracowany jako odpowiedź na takie modele, jak Chevrolet Spark czy Suzuki Alto, Hyundai Eon utrzymany został w globalnym kierunku stylistycznym Hyundaia Fluidic Sculpture, wyróżniając się dużymi, strzelistymi reflektorami, łukowatymi przetłoczeniami i ostro zarysowanymi lampami tylnymi. W dotychczasowej ofercie, tani hatchback zastąpił model Santro Xing.

### Sprzedaż
Poza rodzimym rynkiem indyjskim, Hyundai Eon był eksportowany także do Chile, Peru i państw Azji Wschodniej. Ponadto, samochód produkowano także z myślą o rynku filipińskim.
Już w sierpniu 2018 roku producent zapowiedział zakończenie produkcji Eona w kolejnym roku z myślą o zupełnie nowym modelu o innej nazwie. Oficjalnie zakończono ją w marcu 2019 roku na rzecz hatchbacka Santro.

### Wersje wyposażeniowe
- D Lite - Ogrzewanie z czterema dmuchawami, chromowana osłona chłodnicy, immobilizer, tylne pasy bezpieczeństwa, uchwyt na kubek, wnętrze w odcieniach beżu i brązu
- D Lite Plus - takie same opcje jak D-Lite + klimatyzacja oraz kołpaki
- Era Plus - przyciemniane szyby, zderzaki w kolorze nadwozia, centralny zamek, wspomaganie kierownicy
- Magna Plus -  Radio + CD + MP3 Audio, port USB, zegarek cyfrowy
- Sportz - centralny zamek z pilotem, przednie lampy przeciwmgielne, poduszka powietrzna kierowcy, lakierowane w kolorze nadwozia lusterka i klamki, trzy-ramienna kierownica

### Silniki
- R3 0.8l 56 KM
- R3 1.0l 69 KM